# گمینا پیتسکی
گمینا پیتسکی (به لهستانی:  Gmina Piecki) یک گمینا در لهستان است که در شهرستان مرانگووو واقع شده‌است. گمینا پیتسکی ۳۱۴٫۵۹ کیلومتر مربع مساحت و ۷٬۷۶۹ نفر جمعیت دارد.